# Социалистическая альтернативная политика
«Социалистическая альтернативная политика», САП (нидерл. Socialistische Alternatieve Politiek) — социалистическое объединение в Нидерландах, секция Воссоединённого Четвёртого интернационала.

## Краткое описание
Организация возникла в 1972 году в результате откола от Пацифистской социалистической партии. Изначально называлась Коммунистическая лига — Пролетарские левые (Kommunistenbond-Proletarisch Links, KB-PL), с 1974 года именовалась Международной коммунистической лигой (Internationale Kommunistenbond), в 1983 году сменила название на Социалистическую рабочую партию (Socialistische Arbeiderspartij), затем — на «Социалистическая альтернативная политика».
САП не представлена в парламенте страны. Многие члены партии действуют внутри Социалистической партии. Один член САП, Лео де Кляйн (Leo de Kleijn), был избран от Соцпартии в Роттердамский муниципальный совет. Активисты САП сотрудничают в Федерации нидерландских профсоюзов и базирующимся в Амстердаме Международном институте исследований и образования.
Издаёт журнал «Grenzeloos» («Без границ»), выход печатной версии которого прекратился в 2013 году (в 1978—1992 годах орган САП носил название «Klassenstrijd»). Редактором журнала является Пауль Мепсхен (Paul Mepschen), который входит в руководство САП.

## История
В 1945—1952 годах в Нидерландах как секция Четвёртого интернационала существовала Революционная коммунистическая партия (Revolutionair Communistische Partij), члены которой в итоге избрали самороспуск и тактику энтризма в Партию труда в качестве Социал-демократического центра, однако были оттуда исключены в 1959 году.
В итоге голландские троцкисты стали работать внутри более левых сил — Социалистической рабочей партии и Пацифистской социалистической партии, в которую та влилась почти в полном составе, — а также в профсоюзах и их молодёжном крыле. В ПСП троцкистская группа носила название Пролетарские левые (Proletaries Links) и противостояла руководству, стремившемуся к широкой коалиции с Партией труда и прогрессивно-христианской Политической партией радикалов. Из-за этих противоречий группа покинула партию в почти полном составе, за исключением своего лидера Эрика Мейера (впоследствии ставшего депутатом Европарламента от Социалистической партии), в 1972 году.
Насчитывая около 300 членов, Коммунистическая лига — Пролетарские левые решила сформировать «революционную авангардную партию рабочего класса» и в 1974 году восстановила формальное членство в Воссоединённом Четвёртом интернационале. Сообразно курсу интернационала на большее внимание к промышленному пролетариату она стала называться Социалистической рабочей партией.
Когда в конце 1980-х нидерландские партии левее социал-демократов — Коммунистическая партия Нидерландов, Пацифистская социалистическая партия, Политическая партия радикалов и непарламентская Евангелическая народная партия — начали объединительные процессы, приведшие к созданию новой партии Зелёные левые, на переговоры о них СРП не приглашали.
В начале XXI века партия рассматривала разные варианты стратегии для восстановления политической значимости. Попытки объединения с другой троцкистской группой — «Международными социалистами», составляющей Международной социалистической тенденции — успехом не увенчались, и многие активисты перешли в другие левые партии; оставшиеся также часто совмещали членство с находящейся на подъёме постмаоистской Социалистической партией. Численность упала до 40 человек, которые решили впредь не называть себя «партией», а принять название Социалистическая альтернативная политика.
Среди членов САП были журналист Леон Вердоншот, экономисты Эрваут Иррганг и Роберт Вент.